# Hubert Rauch
Hubert Rauch (* 12. Juli 1947 in Steinach am Brenner; † 20. Mai 2016 ebenda) war ein österreichischer Politiker (ÖVP) und Steuerberater. Er war von 1999 bis 2008 Abgeordneter zum Tiroler Landtag.

## Leben
Hubert Rauch besuchte von 1953 bis 1961 die Volks- und Hauptschule in Steinach. Danach wechselte er an die Bundeshandelsakademie Innsbruck, wo er 1965 maturierte. Er studierte im Anschluss Volkswirtschaft an der Universität Innsbruck und schloss sein Studium 1970 ab. Rauch war in der Folge von 1971 bis 1974 als Revisionsassistent tätig. Seit 1974 arbeitete er als Steuerberater.
Rauch war ab 1970 Gemeinderat und seit 1986 Bürgermeister von Steinach am Brenner. 1995 wurde er zum Gemeindeverbandspräsidenten gewählt, im Jahr 2000 übernahm er die Funktion des Bezirksparteiobmanns der Tiroler Volkspartei. Rauch war seit dem 30. März 1999 Abgeordneter zum Tiroler Landtag und wurde zweimal über den Kreiswahlvorschlag des Bezirks Innsbruck-Land in den Landtag gewählt. Rauch war von 1999 bis 2003 Obmann des Wirtschaftsausschusses und war von 2003 bis 2008 Obmann des Finanzausschusses. In seiner letzten Gesetzgebungsperiode war er zudem Mitglied in den Ausschüssen „Rechts-, Gemeinde- und Bauangelegenheiten“  sowie „Land- und Forstwirtschaft, Verkehr und Umwelt“. Rauch trat bei der Landtagswahl 2008 nicht mehr an und schied mit dem 1. Juli 2008 aus dem Landtag aus.
Im Jahr 2010 erhielt Rauch das Ehrenzeichen des Landes Tirol.